# Awakened
Awakened — шостий студійний альбом американської групи As I Lay Dying, який був випущений 25 вересня 2012 року.

## Композиції
1. Cauterize — 3:37
2. A Greater Foundation — 3:46
3. Resilience — 4:07
4. Wasted Words — 4:20
5. Whispering Silence — 4:30
6. Overcome — 4:36
7. No Lungs to Breathe — 4:04
8. Defender — 4:04
9. Washed Away — 1:00
10. My Only Home — 4:05
11. Tear Out My Eyes — 4:37